# Lista de papas canonizados
Este artigo lista os papas que foram canonizados. Um total de 83 dos 266 papas falecidos foram reconhecidos universalmente como santos canonizados, incluindo todos os primeiros 35 papas (31 dos quais foram mártires) e 52 dos primeiros 54. Se o Papa Libério for contado entre os santos, como ocorre no Cristianismo Oriental, todos os primeiros 49 papas passam a ser reconhecidos como santos, dos quais 31 são mártires, e 53 dos primeiros 54 pontífices seriam reconhecidos como santos. Além disso, outros 13 papas estão em processo de canonização: em dezembro de 2018, dois eram reconhecidos como Servos de Deus, um era reconhecido como Venerável, e 10 haviam sido declarados Beatos, totalizando 95 (ou 97, se o Papa Libério e o Papa Adeodato II forem reconhecidos como santos) dos 266 pontífices romanos reconhecidos e venerados por suas virtudes heroicas e inestimáveis contribuições à Igreja.
O papa mais recentemente reinante a ser canonizado foi o Papa João Paulo II, cujo processo de canonização foi aberto em maio de 2005. João Paulo II foi beatificado em 1º de maio de 2011, pelo Papa Bento XVI, e posteriormente canonizado, juntamente com o Papa João XXIII, pelo Papa Francisco, em 27 de abril de 2014. O Papa Francisco também canonizou o Papa Paulo VI em 14 de outubro de 2018.

## Papas canonizados
| Nome                          | Início do papado | Notas                                    |
| ----------------------------- | ---------------- | ---------------------------------------- |
| Papa Adeodato I               | 615              | [ 3 ]                                    |
| Papa Adriano III              | 884              | Canonizado em 1891 por Papa Leão XIII    |
| Papa Agapito I                | 535              |                                          |
| Papa Agatão                   | 678              |                                          |
| Papa Alexandre I              | 107              |                                          |
| Papa Anacleto                 | 79               |                                          |
| Papa Anastácio I              | 399              |                                          |
| Papa Aniceto                  | 157              |                                          |
| Papa Antero                   | 235              |                                          |
| Papa Bento II                 | 684              |                                          |
| Papa Bonifácio I              | 418              |                                          |
| Papa Bonifácio IV             | 608              |                                          |
| Papa Caio                     | 283              |                                          |
| Papa Calisto I                | 218              |                                          |
| Papa Celestino I              | 422              |                                          |
| Papa Celestino V              | 1294             | Canonizado em 1313 por Papa Clemente V   |
| Papa Clemente I               | 88               |                                          |
| Papa Cornélio                 | 251              |                                          |
| Papa Dâmaso I                 | 366              |                                          |
| Papa Dionísio                 | 259              |                                          |
| Papa Eleutério                | 174              |                                          |
| Papa Eugênio I                | 654              |                                          |
| Papa Eusébio                  | 310              |                                          |
| Papa Eutiquiano               | 275              |                                          |
| Papa Evaristo                 | 99               |                                          |
| Papa Fabiano                  | 236              |                                          |
| Papa Félix I                  | 269              |                                          |
| Papa Félix III                | 483              |                                          |
| Papa Félix IV                 | 526              |                                          |
| Papa Gelásio I                | 492              |                                          |
| Papa Gregório I (o Grande)    | 590              |                                          |
| Papa Gregório II              | 715              |                                          |
| Papa Gregório III             | 731              |                                          |
| Papa Gregório VII             | 1073             | Canonizado em 1728 por Papa Bento XIII   |
| Papa Hilário                  | 461              |                                          |
| Papa Hormisda                 | 514              |                                          |
| Papa Higino                   | 136              |                                          |
| Papa Inocêncio I              | 401              |                                          |
| Papa João I                   | 523              |                                          |
| Papa João XXIII               | 1958             | Canonizado em 2014 por Papa Francisco    |
| Papa João Paulo II (o Grande) | 1978             | Canonizado em 2014 por Papa Francisco    |
| Papa Júlio I                  | 337              |                                          |
| Papa Leão I (o Grande)        | 440              |                                          |
| Papa Leão II                  | 682              |                                          |
| Papa Leão III                 | 795              |                                          |
| Papa Leão IV                  | 847              |                                          |
| Papa Leão IX                  | 1049             | Canonizado em 1082 por Papa Gregório VII |
| Papa Lino                     | 67               |                                          |
| Papa Lúcio I                  | 253              |                                          |
| Papa Marcelino                | 296              |                                          |
| Papa Marcelo I                | 308              |                                          |
| Papa Marcos                   | 336              |                                          |
| Papa Martinho I               | 649              |                                          |
| Papa Melquíades               | 311              |                                          |
| Papa Nicolau I (o Grande)     | 858              |                                          |
| Papa Pascoal I                | 817              |                                          |
| Papa Paulo I                  | 757              |                                          |
| Papa Paulo VI                 | 1963             | Canonizado em 2018 por Papa Francisco    |
| Papa Pedro (Apóstolo)         | 30/33            |                                          |
| Papa Pio I                    | 140              |                                          |
| Papa Pio V                    | 1566             | Canonizado em 1712 por Papa Clemente XI  |
| Papa Pio X                    | 1903             | Canonizado em 1954 por Papa Pio XII      |
| Papa Ponciano                 | 230              |                                          |
| Papa Sérgio I                 | 687              |                                          |
| Papa Silvério                 | 536              |                                          |
| Papa Simplício                | 468              |                                          |
| Papa Sirício                  | 384              |                                          |
| Papa Sisto I                  | 115              |                                          |
| Papa Sisto II                 | 257              |                                          |
| Papa Sisto III                | 432              |                                          |
| Papa Sotero                   | 167              |                                          |
| Papa Estêvão I                | 254              |                                          |
| Papa Silvestre I              | 314              |                                          |
| Papa Símaco                   | 498              |                                          |
| Papa Telésforo                | 126              |                                          |
| Papa Urbano I                 | 222              |                                          |
| Papa Vítor I                  | 189              |                                          |
| Papa Vitaliano                | 657              |                                          |
| Papa Zacarias                 | 741              |                                          |
| Papa Zeferino                 | 199              |                                          |
| Papa Zósimo                   | 417              |                                          |

## Papas beatificados
| Nome              | Início do papado | Notas                                      |
| ----------------- | ---------------- | ------------------------------------------ |
| Papa Bento XI     | 1303             | Beatificado em 1736 por Papa Clemente XII  |
| Papa Eugênio III  | 1145             | Beatificado em 1872 por Papa Pio IX        |
| Papa Gregório X   | 1271             | Beatificado em 1713 por Papa Clemente XI   |
| Papa Inocêncio V  | 1276             | Beatificado em 1898 por Papa Leão XIII     |
| Papa Inocêncio XI | 1676             | Beatificado em 1956 por Papa Pio XII       |
| Papa Pio IX       | 1846             | Beatificado em 2000 por Papa João Paulo II |
| Papa Urbano II    | 1088             | Beatificado em 1881 por Papa Leão XIII     |
| Papa Urbano V     | 1362             | Beatificado em 1870 por Papa Pio IX        |
| Papa Vítor III    | 1086             | Beatificado em 1887 por Papa Leão XIII     |
| Papa João Paulo I | 1978             | Beatificado em 2022 por Papa Francisco     |

## Papas declaradosVeneráveis
| Nome         | Início do papado | Notas                                          |
| ------------ | ---------------- | ---------------------------------------------- |
| Papa Pio XII | 1939             | Declarado Venerável em 2009 por Papa Bento XVI |

## Papas declarados Servos de Deus
| Nome            | Início do papado | Notas                                              |
| --------------- | ---------------- | -------------------------------------------------- |
| Papa Bento XIII | 1724             | Declarado Servo de Deus em 2017 por Papa Francisco |
| Papa Pio VII    | 1800             | Declarado Servo de Deus em 2007 por Papa Bento XVI |

### Listas
- Lista de papas
- Lista de papas assassinados

### Relacionados
- Annuario Pontificio
- História do papado
- Liber Pontificalis
- Profecia dos Papas